# Gordionus silphae
Gordionus silphae är en tagelmaskart som beskrevs av Heinze 1937. Gordionus silphae ingår i släktet Gordionus och familjen Chordodidae. Inga underarter finns listade i Catalogue of Life.